# 利格莱
利格莱（法語：Liglet，法語發音：[liɡlɛ]）是法国新阿基坦大区维埃纳省的一个市镇，属于蒙莫里永区。

## 地理
利格莱（46°30'34"N, 1°5'4"E）面积52.53 平方千米，位于法国新阿基坦大区维埃纳省，该省份为法国中西部省份，北起曼恩-卢瓦尔省和安德尔-卢瓦尔省，西接德塞夫勒省，南至夏朗德省，东南接上维埃纳省，东临安德尔省。
与利格莱接壤的市镇（或旧市镇、城区）包括：贝拉布尔、利尼亚克、伯奈兹河畔圣伊莱尔、贝蒂讷、茹尔内、托莱、拉特里穆耶。

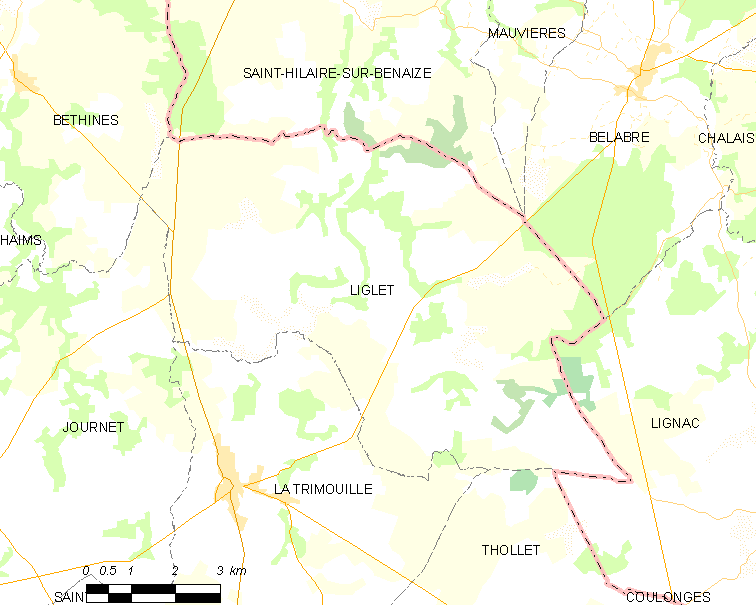
利格莱的OSM定位图

利格莱的时区为UTC+01:00、UTC+02:00（夏令时）。

## 行政
利格莱的邮政编码为86290，INSEE市镇编码为86132。

## 政治
利格莱所属的省级选区为蒙莫里永县。

## 人口

1962-2008年间利格莱人口变化图示

利格莱于2022年1月1日时的人口数量为301人。